# アノ大学の天才おバカさん研究所
『アノ大学の天才おバカさん研究所』（アノだいがくのてんさいおバカさんけんきゅうじょ）は、2012年10月9日にTBS系列で放送された特別番組である。

## 出演者
- 南原清隆（ウッチャンナンチャン）
- アンジャッシュ(児嶋一哉・渡部建)
- 梅田彩佳（AKB48）
- ミッツ・マングローブ
- 齋藤孝(明治大学教授)

## 内容
- 未来を変えるかもしれない!?学生の珍発明集結!
- 南原が漫画の世界潜入
- アンジャッシュおしっこ発電
- AKBお口でドッカン

## ネット局
| 放送対象地域   | 放送局            | 系列    | 放送日時                     | 遅れ      |
| -------------- | ----------------- | ------- | ---------------------------- | --------- |
| 関東広域圏     | TBSテレビ（TBS）  | TBS系列 | 2012年10月9日 24:35 - 25:35  | 製作局    |
| 石川県         | 北陸放送（MRO）   | TBS系列 | 2012年10月18日 24:40 - 25:40 | 9日遅れ   |
| 宮城県         | 東北放送（TBC）   | TBS系列 | 2012年10月24日 23:50 - 24:50 | 15日遅れ  |
| 愛媛県         | あいテレビ（ITV） | TBS系列 | 2012年10月27日 15:54 - 16:54 | 18日遅れ  |
| 近畿広域圏     | 毎日放送（MBS）   | TBS系列 | 2012年11月7日 24:55 - 25:55  | 29日遅れ  |
| 青森県         | 青森テレビ（ATV） | TBS系列 | 2012年12月1日 10:30 - 11:30  | 53日遅れ  |
| 広島県         | 中国放送（RCC）   | TBS系列 | 2013年1月10日 25:55 - 26:55  | 93日遅れ  |
| 新潟県         | 新潟放送（BSN）   | TBS系列 | 2013年11月6日 20:00 - 20:54  | 393日遅れ |
| 岡山県・香川県 | 山陽放送（RSK）   | TBS系列 | 2014年3月29日 14:00 - 15:00  | 537日遅れ |